# 点集拓扑学
点集拓扑学（英語：point set topology），有时也被称为一般拓扑学（General Topology），是数学的拓扑学的一个分支。它研究拓扑空间以及定义在其上的数学结构的基本性质。这一分支起源于以下几个领域：对实数轴上点集的细致研究，流形的概念，度量空间的概念，以及早期的泛函分析。它的表述形式大概在1940年左右就已经成文化了。通过这种可以为所有数学分支适用的表述形式，点集拓扑学基本上抓住了所有的对连续性的直观认识。

## 定义
拓扑是一个包含一个集合X连同和X的子集族Σ(称为开集系)的二元组(X,Σ)，它满足如下三个公理：
1. 开集的并集是开集。
2. 有限个开集的交集是开集。
3. X和空集∅是开集.

## 研究范围
具体地说，在点集拓扑学的定义和定理的证明中使用了一些基本术语，诸如：
- 开集和闭集
- 开核和闭包
- 邻域和邻近性
- 紧致性和连续性
- 连续函数
- 数列的极限，网，以及滤子
- 分离公理
- 可数性公理

虽然还有其它一些更加复杂的术语，但这些术语通常都直接与这些基本术语相关，并且这些更加复杂的术语不在其他数学分支中广泛采用。其它的一些拓扑学主要分支有代数拓扑学、几何拓扑学、微分拓扑学。从这些名称中也可以看出，点集拓扑为这些领域提供了共通的基础。